# Rhopalosiphoninus elsholtze
Rhopalosiphoninus elsholtze är en insektsart. Rhopalosiphoninus elsholtze ingår i släktet Rhopalosiphoninus och familjen långrörsbladlöss. Inga underarter finns listade i Catalogue of Life.